# Hymenochaete longispora
Hymenochaete longispora är en svampart som beskrevs av Parmasto 1986. Hymenochaete longispora ingår i släktet Hymenochaete och familjen Hymenochaetaceae.   Inga underarter finns listade i Catalogue of Life.